# Verfassung der Republik und des Kantons Jura
Die Verfassung der Republik und des Kantons Jura (französisch Constitution de la République et Canton du Jura) ist die rechtliche Grundordnung des Kantons Jura in der Schweiz. Die heute gültige Verfassung datiert vom 20. März 1977 und trat mit der Kantonsgründung am 1. Januar 1979 in Kraft. Sie ist die einzige moderne Kantonsverfassung, die vollständig von Grund auf geschaffen wurde, ohne sich auf vorherige Verfassungen abzustützen.

## Aktuelle Verfassung

### Aufbau und Inhalt
Gegliedert ist die Verfassung in die Präambel und in acht Abschnitte mit insgesamt 139 Artikeln. Aus Gründen der Übersichtlichkeit sind mehrere Abschnitte weiter in Unterabschnitte gegliedert.
| Präambel I Souveränität II Die Grundrechte III Die Aufgaben des Staates 1 Die Familie 2 Soziale Sicherheit 3 Soziale Sicherheit 4 Gesundheitswesen 5 Schulwesen 6 Kultur und Erwachsenenbildung 7 Büro für Frauenfragen 7bis Nachhaltige Entwicklung 8 Umwelt und Raumordnung 9 Wirtschaft 10 Konsumentenschutz 11 Humanitäre Hilfe 12 Öffentliche Ordnung | IV Die Organisation des Staates 1 Allgemeine Grundsätze 2 Die politischen Rechte 3 Das Parlament 4 Die Regierung 5 Die richterlichen Behörden V Die Bezirke und die Gemeinden VI Die Finanzen 1 Steuern und Abgaben 2 Die Verwaltung der öffentlichen Finanzen 3 Der Finanzausgleich 4 Die selbständigen Wirtschaftseinrichtungen 5 Die Regalien VII Kirche und Staat VIII Revision der Verfassung |

### Besondere Merkmale
In der Präambel gibt es nicht nur einen Gottesbezug, sondern die Verfassung nimmt auch explizit Bezug auf die Erklärung der Menschen- und Bürgerrechte von 1789, die Allgemeine Erklärung der Menschenrechte der Vereinten Nationen von 1948 und die Europäische Menschenrechtskonvention von 1950. Ein bedeutendes Merkmal sind die im Vergleich zur damaligen Bundesverfassung besonders ausgedehnten Grundrechte. Dazu gehören die Gleichstellung von Mann und Frau, das Recht auf freie Entwicklung der Persönlichkeit und das Recht auf Chancengleichheit. Persönliche Freiheiten werden in 13 Punkten eigens umschrieben. Zu den Sozialzielen gehören unter anderem das Recht auf Arbeit, das Recht auf Wohnen und das Streikrecht. Ebenso wird der Kanton beauftragt, die Vollbeschäftigung zu fördern sowie auf die Integration von Migranten und Menschen mit Behinderung zu achten. Die Jurassische Kantonalbank erhält den Auftrag, die Wirtschaftspolitik des Kantons in diesem Sinne zu unterstützen. Als erste Kantonsverfassung überhaupt erklärt die jurassische den Umweltschutz zum Staatsziel. Weitere Innovationen sind die Einrichtung eines Büros für Frauenfragen, das Stimmrechstalter 18 und eine Verfassungsgerichtsbarkeit auf kantonaler Ebene, das auf Ersuchen und vor Inkraftsetzung über die Verfassungsmässigkeit von Gesetzen entscheiden kann. Ebenso schafft die Verfassung die Voraussetzungen für Gesetze bezüglich Ausländerstimm- und -wahlrecht.
Im Zusammenhang mit der Jurafrage sind zwei «Kampfartikel» besonders umstritten. Artikel 138 besagt, dass der Kanton Jura «jeden Teil des jurassischen Territoriums aufnehmen kann, der von der Volksabstimmung vom 23. Juni 1974 direkt betroffen war, wenn sich dieser Teil nach Bundesrecht und nach dem Recht des betroffenen Kantons ordnungsgemäss getrennt hat». Im Wesentlichen geht es um den Berner Jura, der nach den Juraplebisziten beim Kanton Bern verblieben war. Dieser Artikel wird seit 2021 nur noch als Fussnote geführt – mit dem Hinweis darauf, dass der Bund dieser Verfassungsbestimmung die Gewährleistung verweigert hat. Der im November 2013 angenommene Artikel 139 gibt der Regierung die Befugnis zur Einleitung eines Prozesses, der darauf abzielt, die Gebiete des Berner Jura und des Kantons Jura zu einem neu zu gründenden Kanton zu vereinen.

## Geschichte
Das Gebiet des heutigen Kantons Jura gehörte einst zum Fürstbistum Basel und gelangte 1815 nach dem Wiener Kongress zum Kanton Bern. Meinungsverschiedenheiten kultureller, sprachlicher, rechtlicher und religiöser Art führten bald zu lang anhaltenden politischen Auseinandersetzungen, die nach der Moeckli-Affäre von 1947 neue Brisanz erhielten. Um eine Beruhigung der Lage anzustreben, fand am 29. Oktober 1950 eine Volksabstimmung über eine Teilrevision der Verfassung des Kantons Bern statt, die deutlich mit 89,0 % der Stimmen angenommen wurde. Die Änderungen betrafen die Anerkennung der Jurassier als besondere Volksgruppe, die vollständige Gleichberechtigung von Deutsch und Französisch sowie zwei garantierte Sitze im Regierungsrat für den Jura; weitergehende Forderungen der Separatisten fanden keine Berücksichtigung. Da sich die Jurafrage trotz dieser Zugeständnisse weiter zuspitzte, fanden ab 1967 Verhandlungen über ein Autonomiestatut für den Jura statt, die aber angesichts der unverrückbaren Positionen des Rassemblement jurassien bald in einer Sackgasse steckten. Daraufhin stimmte der Grosse Rat am 9. September 1969 einem Antrag des Regierungsrats zu, Volksabstimmungen in die Wege zu leiten, die eine mögliche Kantonstrennung ermöglichen würden.
Am 1. März 1970 gaben 86,5 % der Stimmberechtigten einem Verfassungszusatz ihre Zustimmung, der die nachfolgenden Juraplebiszite ermöglichte. Diese fanden 1974 und 1975 in drei Runden statt und legten die genauen Grenzen des neu zu gründenden Kantons fest. Am 21. März 1976 erfolgte in den Bezirken Delémont, Franches-Montagnes und Porrentruy die Wahl der 50-köpfigen Verfassunggebenden Versammlung des Jura, der am 12. April seine Arbeit aufnahm. Die Abgeordneten nahmen die ausgearbeitete Verfassung am 3. Februar 1977 während ihrer Sitzung in der Stiftskirche von Saint-Ursanne einstimmig unter Namensaufruf an. Die Stimmberechtigten in den drei betroffenen Bezirken gaben ihr am 20. März desselben Jahres ebenfalls ihre Zustimmung, mit einem Ja-Anteil von 82,5 %. Die Verfassung trat am 1. Januar 1979 in Kraft – mit Ausnahme von Artikel 138, dem Nationalrat und Ständerat aufgrund seiner «Unvereinbarkeit mit dem Geist der eidgenössischen Solidarität» die Bundesgarantie verweigert hatten.